# Rukhmabai
Rukhmabai (22 de noviembre de 1864-25 de septiembre de 1955) fue una médica y feminista india. Es conocida por ser una de las primeras mujeres en practicar la medicina en la India colonial así como su implicación en un caso legal histórico sobre su matrimonio infantil entre 1884 y 1888. El caso suscitó un intenso debate público sobre varios temas, la mayoría respecto a la ley contra la tradición, la reforma social contra el conservadurismo y el feminismo en Inglaterra y la India gobernada por los británicos. Esto finalmente contribuyó a la Ley de edad de consentimiento promulgada en 1891.

## Primeros años
Rukhmabai nació de Janardhan Pandurang y Jayantibai en una familia marathi. Su padre murió cuando ella tenía dos años y su madre diecisiete. Seis años después de la defunción de su marido, Jayantibai se casó con el también viudo Sakharam Arjun que era un eminente médico y activista social en Bombay. El matrimonio de viudas estaba permitido entre los suthar (carpinteros) - la casta a la que pertenecía la pareja.
Dos años y medio después, Rukhmabai de once años fue casada con Dadaji Bhikaji, de diecinueve y primo de su padrastro. Se acordó que, desviándose de las normas sociales contemporáneas, Dadaji se quedaría con la familia de Rukhmabai como gharjawai (un yerno que vive en casa de su mujer, lo que estaba muy mal visto en la antigua sociedad india) y sería completamente provisto por ellos. La expectativa era que él adquiriera educación a su debido tiempo y "se convirtiera en un buen hombre". Seis meses después del matrimonio, Rukhmabai alcanzó formalmente la pubertad al tener la menarquia, y el ritual tradicional del garbhadhan (los cónyuges toman juntos arroz con mantequilla y sésamo si esperan concebir una hija o arroz con mantequilla y carne si esperan concebir un hijo) fue realizado para señalar que era el momento de consumar el matrimonio. Pero el doctor Sakharam Arjun, siendo un eminente médico de tendencias reformistas, no permitió la temprana consumación.
Esto desagradó a Bhikaji, ahora con veinte años, que también se molestó con los intentos de los familiares de Rukhmabai de hacerle "un buen hombre". Además de su aversión hacia la educación, la obligación de ir a sexto grado escolar a una edad en que debería estar en la universidad le afligía particularmente. Mientras tanto, Bhikaji perdió a su madre y en contra del consejo de Sakharam Arjun, comenzó a vivir con su tía materna Narayan Dhurmaji. El entorno de la casa de Dhurmaji empujó a Bhikaji a una vida de indolencia y caprichos. Finalmente acumuló deudas que esperaba aclarar utilizando la propiedad que acompañaba a Rukhmabai.
En contraste, en los mismos años Rukhmabai estudiaba en casa utilizando libros de una biblioteca de la Misión Free Church. Debido a la asociación de su padrastro con reformistas religiosos y sociales también tuvo contacto con nombres prominentes como Vishnu Shastri Pandit, un fuerte defensor de las causas de las mujeres en la India Occidental en ese momento, junto con mujeres y hombres europeos que la exponen al reformismo liberal. Con su madre, también asistía regularmente a las reuniones semanales del Prarthanä Samäj y el Arya Mahilä Samäj.
Con doce años, Rukhmabai se negó a mudarse a casa de Dhurmaji para vivir con Bhikaji, una decisión apoyada por su padrastro.

### Caso "Restitución de los derechos conyugales" de Bhikaji
En marzo de 1884, Bhikaji envió un aviso legal a Sakharam Arjun a través de sus abogados Chalk y Walker, pidiéndole que desista de evitar que Rukhmabai se una a él. Finalmente, Sakharam Arjun buscó ayuda legal y a través de los abogados Payne-Gilbert, y Sayani proporcionó motivos para la negativa de Rukhmabai a unirse a Bhikaji.
En 1885, el caso de Bhikaji buscando "la restitución de derechos conyugales" titulado "Bhikaji vs Rukhmabai" se presentó a juicio y el juez Robert Hill Pinhey dictó el fallo. Pinhey declaró que los precedentes ingleses sobre restitución no se aplicaban al caso ya que la ley inglesa se aplicaba a adultos que consienten. También encontró casos en la ley inglesa pero ningún precedente en la ley hindú. Declaró que Rukhmabai había sido casada en su "infancia indefensa" y que no podía obligar a una señorita. El juez Pinhey se retiró poco después.
En 1886, el caso fue de nuevo llevado a juicio con nuevas pruebas. Los consejeros de Rukhmabai incluyeron a J.D. Inverarity Jr. y Kashinath Trimbak Telang. El caso generó críticas de diversos sectores de la sociedad, en algunos casos reclamando que la ley no respetaba la santidad de las costumbres hindúes. Específicamente, las críticas a la decisión del juez Pinhey procedían de Native Opinion, un periódico semanal anglo-marathi dirigido por Vishwanath Narayan Mandlik (1833–1889) que apoyaba a Bhikaji. Un semanal de Pune dirigido por Balgangadhar Tilak, The Mahratta, escribió que el juez Pinhey no entendía el espíritu de las leyes hindúes y que buscaba reformas por "medios violentos". Mientras tanto, una serie de artículos que aparecen antes y durante el juicio, en el Times of India firmados bajo el seudónimo de 'a Hindu Lady' también causaron reacciones públicas. Más tarde se reveló que la autora no era otra que Rukhmabai. El debate público giró en torno a múltiples puntos en disputa - la ley hindú frente a la inglesa, la reforma desde el interior frente a la impuesta desde el exterior y si las antiguas costumbres merecían respeto. La primera apelación contra el caso fue hecha el 18 de marzo de 1886 y confirmada por el presidente del Tribunal Supremo Charles Sargent y el juez L.H. Bayley.
El 4 de marzo de 1887, el juez Farran, utilizando interpretaciones de las leyes hindúes, ordenó a Rukhmabai "irse a vivir con su marido o enfrentar seis meses de prisión". Rukhmabai respondió que prefería la prisión que obedecer el veredicto. Esto resultó en más agitación y debate social. Balgangadhar Tilak escribió en el Kesari que el desafío de Rukhmabai era el resultado de una educación inglesa y declaró que el hinduismo estaba en peligro. Por otro lado, Max Müller respondió escribiendo que la ruta legal no era la solución al caso y que la educación de Rukhmabai la había convertido en la mejor juez para sus propias decisiones.

### Disolución del matrimonio
Después de la serie de casos judiciales que dieron como resultado la afirmación del matrimonio, apeló a la reina Victoria que anuló el tribunal y disolvió el matrimonio. Rukhmabai se lo agradeció en una carta pública.
En julio de 1888, se llegó a un acuerdo con Bhikaji y él renunció a su reclamación sobre Rukhmabai a cambio de un pago de dos mil rupias. Bhikaji se volvió a casar en 1889 y Rukhmabai se convirtió en una feminista y practicante médica muy venerada.

### Influencia en la Ley de edad de consentimiento, 1891
El caso generó un gran debate en India e Inglaterra. Generó comentarios escritos por reformistas como Behramji Malabari (1853-1912), Balgangadhar Tilak, artículos de opinión periodística de nombres prominentes como Rudyard Kipling y discusiones feministas más amplias en revistas femeninas británicas.
Finalmente, la publicidad y debate generado por este caso influyeron en la creación de la "Ley de consentimiento" en 1891, la cual elevó la edad de consentimiento de 10 a 12 años en toda la India británica.

## Carrera
Rukhmabai recibió el apoyo de la doctora Edith Pechey (entonces trabajando en el Cama Hospital) que no solo la animó sino que ayudó a recaudar fondos para su educación superior. Otros seguidores incluyeron a Shivajirao Holkar que donó 500 rupias por "demostrar coraje para intervenir contra las tradiciones", a activistas sufragistas como Eva McLaren y Walter McLaren, el Fondo de la condesa de Dufferin para el suministro de Ayuda Médica a las Mujeres de la India, Adelaide Manning y otros que ayudaron a establecer "El Comité de Defensa Rukhmabai" para ayudar a reunir fondos con que apoyar su educación. En 1889, Rukhmabai se embarcó para estudiar medicina en Inglaterra.
En 1894, recibió su Doctorado en Medicina de la Escuela de Londres de Medicina para mujeres habiendo también estudiado en el Royal Free Hospital. Las doctoras Kadambini Ganguly y Anandi Gopal Joshi fueron las primeras mujeres indias en tener grados médicos recibidos en 1886. Pero solo la doctora Ganguly practicó la medicina, haciendo de Rukhmabai la segunda mujer en recibir un grado médico y practicar la medicina.
En 1895, regresó a la India y trabajó como directora jefe en el hospital de Mujeres en Surat. En 1918, rechazó la oferta de un puesto en el servicio Médico de la Mujer, optando en cambio por trabajar en el Zenana (Women's) State Hospital en Rajkot hasta su jubilación en 1929. Estableció la Sociedad de la Cruz Roja en Rajkot. Rukhmabai decidió establecerse en Bombay después de su jubilación.

## Últimos años
En 1904 después de la muerte de Bhikaji, Rukhmabai escogió empezar a vestir un sari blanco, según la tradición hindú para las viudas.
En 1929 después de su jubilación, publicó un panfleto titulado "Purdah - la necesidad de su abolición" argumentando que a las jóvenes viudas se les negaba la posibilidad de contribuir activamente a la sociedad india.

## Muerte
Rukhmabai falleció el 25 de septiembre de 1955. 

## En la cultura popular
- En 2008, los detalles del caso legal entre Rukhmabai y su marido fueron publicados como "Enslaved Daughters: Colonialism, Law and Women's Rights" por el autor Sudhir Chandra.[1]
- En 2016, la historia de Rukhmabai fue adaptada a una película marathi titulada Doctora Rakhmabai protagonizada por Tannishtha Chatterjee, dirigida por Anant Mahadevan y producida por el doctor Swapna Patker.[24]

## Reconocimiento
- 19?? - Un hospital en Surat fue nombrado en su honor[25][8]
- El 22 de noviembre de 2017, Google conmemoró el 153.º cumpleaños de Rukhmabai con un Doodle en su portada india. A pesar de que este dio su nombre como "Rukhmabai Raut" no hay ninguna evidencia de que usara el apellido de su padre, padrastro o, siguiendo la costumbre anglosajona, de Dadaji.[26] Ella firmaba "Rukhmabai" en sus escritos médicos y en su inscripción en el Registro del Consejo Médico General también solo consta "Rukhmabai".[27][28]